# Halictus submodernus
Halictus submodernus är en biart som beskrevs av Blüthgen 1936. Halictus submodernus ingår i släktet bandbin, och familjen vägbin. Inga underarter finns listade i Catalogue of Life.